# 圖農瓜
圖農瓜是哥倫比亞的城鎮，位於該國東北部，由博亞卡省負責管轄，距離首府通哈130公里，始建於1850年，面積77平方公里，海拔高度1,089米，2005年人口1,610。
5°44′N 73°56′W / 5.733°N 73.933°W